# Nikita Gusev
Nikita Andrejevitj Gusev, ryska: Никита Андреевич Гусев, född 8 juli 1992 i Moskva i Ryssland, är en rysk professionell ishockeyspelare som spelar för Florida Panthers i NHL.
Han har tidigare spelat på NHL-nivå för New Jersey Devils och på lägre nivåer för  SKA St. Petersburg i KHL.

## Karriär
Gusev draftades av NHL-klubben Tampa Bay Lightning som den 202:a spelaren i draften 2012.
Han blev Gagarin Cup-mästare med SKA St. Petersburg 2017. Han vann också KHL:s poängliga säsongen 2018/19 med 82 poäng på 62 matcher. Gusev har varit uttagen till KHL All-Star Game fyra gånger (2015, 2016, 2018, 2019).
Han var med och tog OS-guld 2018.

## Meriter (i urval)
- 2017 — Gagarin Cup-mästare
- 2018 — OS-guld